# Gottfried Dietrich Wilhelm Berthold
Gottfried Dietrich Wilhelm Berthold (Gahmen, Westphalie, 16 de setembro de 1854 – Göttingen, 7 de janeiro de 1937) foi um botânico alemão.
Filho de Franz Diederich Heinrich Berthold e de Johanna Hermine Wilhelmine. Casou-se com Anna Brons, união da qual teve dois filhos e uma filha. 
Lecionou em  Göttingen de 1887 a 1923.
Foi o autor de "Studien über Protophamamechanik" (1886) e de Untersuchungen zur Physiologie der Pflanzlichen Organisation (dois volumes, 1898-1904). 
Estudou primeiramente as algas, principalmente da região de Nápoles, e depois dedicou-se ao estudo da fisiologia vegetal.